# Pachygnatha zappa
Pachygnatha zappa är en spindelart som beskrevs av Robert Bosmans och Jan Bosselaers 1994. Pachygnatha zappa ingår i släktet Pachygnatha och familjen käkspindlar. Inga underarter finns listade i Catalogue of Life.